# Flora Libycae Specimen
Flora Libycae Specimen (abreviado Fl. Libyc. Spec.) es un libro con ilustraciones y descripciones botánicas que fue escrito por el naturalista italiano Domenico Viviani y publicado en Génova en el año 1824 con el nombre de Florae Libycae Specimen: sive, Plantarum enumeratio Cyrenaicam, Pentapolim, Magnae Syrteos desertum et regionem tripolitanam incolentium quas ex siccis speciminibus delineavit, descripsit et ære insculpi curavit Dominicus Viviani. Genuae (Genova).